# Список другорядних персонажів телесеріалу «Сімпсони»

Усі персонажі Сімпсонів

Епізодичні персонажі «Сімпсонів» — персонажі мультсеріалу «Сімпсони», які з'являлися більш ніж в одній серії в епізодичних ролях. Деякі з цих персонажів відіграли значну роль у житті родини Сімпсонів та інших персонажів серіалу.

## Агнес Скіннер
Агнес Скіннер (англ. Agnes Skinner) — матір директора Спрінгфілдської початкової школи Сеймура Скіннера. Приїхала у Спрингфілд, коли їй було близько 20 років. Там вона вийшла заміж за Шелдона Скіннера та у них народився син. Згодом, Скіннер-молодший пішов воювати у В'єтнам. Там він зустрівся з Арменом Тамзаряном, який відомий тепер під ім'ям Сеймур Скіннер. Під час вибуху справжній Скіннер зник і лишив по собі медальйон з фотографією Агнес Скіннер. Армен Тамзарян вирішив віддати його мамі медальйон зниклого сина. Однак, коли він приїхав додому, Агнес Скіннер прийняла його за свого сина і він побоявся сказати їй, що він, Армен не її син і вони залишились жити разом.
З серії «Хеловін 13» з'ясувалося, що Агнес 95 років. Однак за її вчинками та характером вона виглядає на років 30 молодше. Агнес — дуже рішуча і вольова жінка і завжди бере участь у всіх подіях у місті. Вона — справжній господар у хаті та швидко привчила прийомного сина слухатись її. З багатьох епізодів стає зрозуміло, що вона просто знущається зі Скіннера: дзвонить йому телефоном кожні 5 хвилин, не дозволяє Скіннеру зустрічатися з жінками, не дозволяє дивитися фільми жахів та ін. Агнес відноситься до Скіннера просто, як до малої дитини: каже йому коли будуть мультики, вкладає його спати не пізніше 21:00 год, не дозволяє говорити з незнайомими людьми, ставить у куток і читає на ніч казку. Вона навіть вишила слово «Невдаха» на його нічній сорочці.
Агнес Скіннер — дуже активна жінка і завжди приходить на усі мітинги та презентації у Спрінгфілді. Вона не любить слабких і часом дуже голосно лається. Агнес також дуже невихована і часто розпихає людей на своєму шляху. У 1945 році вона брала участь в програмі авіашоу і мусила танцювати на літаку, який робив різні трюки в повітрі та вона чудово виконала своє завдання. Деякий час вона була подругою Монтґомері Бернса і закохувалася у полковника. Її образ показує, як літня 95-річна жінка може вести дуже активний образ життя і мати багато набагато молодших друзів. Агнес Скіннер навіть закінчила курси анонімних алкоголіків і брала участь у змаганні «Кухар Спрінгфілда». На її тлі просто тьмяніє її син Сеймур Скіннер, який у багатьох ситуаціях не здатен постояти за себе і показаний просто як безхребетна людина.

## Акіра
Акіра (озвучений Джорджем Такеї, а пізніше Генком Азарія) — Працівник суші-бару «Щасливе Сумо» та сенсей з Додзьо-карате. Одного разу він був помічений в ролі продавця меблів у епізоді «Brother, Can You Spare Two Dimes?». Допоміг Гомеру, Барту, і Лісі розслідувати походження коробки «Містер Спаркл», на яких був зображений Гомер. Акіра й інші власники ресторанів Спрінгфілда одного разу спланували вбивство Гомера за його жахливі ресторанні огляди в газеті («Guess Who's Coming to Criticize Dinner?»). У серії «The Great Wife Hope» Акіра навчав Мардж прийомам джіу-джитсу.

## Арні Пай
Арні Пай (англ. Arnie Pye, озвучений Деном Кастелланеті) — репортер 6-го каналу, який веде репортажі з гелікоптера. Його прямі трансляції називаються «Арні в небесах». У нього є помітна неприязнь до ведучого новин Кента Брокмана, з яким він постійно вступає в суперечки в прямому ефірі.
У серії «You Kent Always Say What You Want» Арні стає ведучим новин, після того, як Брокмана понижують до ведучого прогнозу погоди.
Вертоліт Арні одного разу зазнав аварії, і останніми його словами були — «Скажіть дружині, що я люблю…». однак, йому вдалося вижити, і згодом він з'явився ще в декількох епізодах.

## Арті Зіфф
Арті Зіфф (англ. Artie Ziff; озвучений Джоном Ловітц та Деном Кастелланеті) вперше з'явився як партнер Мардж Сімпсон на шкільному випускному балу, після якого брудно чіплявся до неї, але був відкинутий переляканою та розсердженої Мардж, коли розірвав на ній сукню («The Way We Was»). У більш пізньому епізоді «Half-Decent Proposal» показується, що з часом він став уїдливим, самозакоханим та претензійним мільйонером-компьютерщиком, який заробив свої статки на пристрої, перетворюючому жахливі звуки, що видаються модемом, в приємну музику. Він пропонує Сімпсонам мільйон доларів за те, щоб провести вихідні зі своєю юнацькою любов'ю Мардж (пародія на кінофільм «Непристойна пропозиція»).
Коли Зіфф з'являється знову, з'ясовується, що він привів до краху свою компанію «Зіффкорп», просаджуючи гроші інвесторів на такі безумовно потрібні речі, як спідню білизну з м'якого золота. Він залишився без єдиного гроша в кишені після того, як його дотком лопнув немов мильна бульбашка, і змушений був переїхати на горище до Сімпсонів, щоб уникнути затримання. Гомеру вдалося виграти у нього 98 % компанії в покер, і в ту ж секунду в будинок увірвалися агенти уряду з метою заарештувати Зіффа, але замість нього помилково взяли під варту Гомера. Коли Зіфф все-таки зізнався і відправився до в'язниці, перше, що він зробив після прибуття — почав гасити сигарети інших ув'язнених за допомогою розпилювача води. Навіть коли Гомер сильно хропів, Арті подарував маску від хропіння, але насправді це була не маска, а камера. Бачачи таку поведінку, Мардж сказала дітям, що, можливо, вони більше не побачать Зіффа. Більше він не з'являвся. Можливо, мертвий.
Деякі риси Зіффа, як і логотип його компанії, нагадують про образ Макса Зоріна, лиходія з фільму «Вид на вбивство», зіграного Крістофером Вокеном.
Знову з'являється в епізоді 2402 в альтернативному варіанті історії у вигляді батька Барта.

## База-даних
База-даних — це лише досить образливе прізвисько хлопця, однокласника Барта Сімпсона. Йому 10 років, він ходить у четвертий клас.
База-Даних є пародією на шкільних «ботаніків». Справді, знає він багато, але це його робить «білою вороною» «суспільства»
школи. Як і інші «ботани» школи — він часто потерпає від шкільних хуліганів, які часто з нього
глумляться. В основному це стається через його зайву вагу, яку він приховує під спеціальним одягом. У серіалі його роль
здебільшого епізодична, в основному він показується як попереджувач про щось, або як над ним знущаються шкільні хулігани. Із часом він приєднався до таємного товариства під назвою «Товариство супердрузів», або просто «Супердрузів».

## Берніс Гібберт
Берніс Гібберт англ. Bernice Hibbert — дружина Доктора Гібберта, озвучує Тресс Мак-Нілл. Можливо, має пристрасть до спиртного: в серії «Homer vs. the Eighteenth Amendment» вона непритомніє, коли дізнається про прийняття «сухого закону» в Спрінгфілді), а також вона присутня на зборах товариства анонімних алкоголіків в серії «Days of Wine and D'oh'ses». Берніс у всьому схожа на свого чоловіка, вона навіть регоче так само як він. Разом вони відвідують церкву для афроамериканців. В декількох серіях з'являються натяки, що шлюб Гібберт нестабільний («Dude, Where's My Ranch?» та «Marge and Homer Turn a Couple Play»). У них як мінімум троє дітей.
У ранніх епізодах дружину доктора Гібберта звали Сільвія, а не Берніс. У грі «Virtual Springfield» її можна побачити двічі: один раз під іменем Мері Гібберт, і один раз під іменем Клеріс Рашад, що є відсиланням до актриси Феліції Рашад, яка відіграла роль дружини доктора Гакстебла в «The Cosby Show» (доктор Гібберт є пародією на Гакстебла).

## Білл і Марті
Білл і Марті англ. Bill and Marty (озвучують Ден Кастелланета та Гаррі Ширер відповідно) — ведучі на КББЛ-ФМ, головній радіостанції Спрингфілда. Їх можна побачити (іноді лише почути) в ті моменти, коли Сімпсони слухають радіо. Марті старіше за Білла, його можна відрізнити за лисіючою головою. КБЛЛ працює на частоті 102.5 FM, на одязі Марті зазвичай є згадка про це. Саме від Білла та Марті Барт отримав слона Топтигу в серії «Bart Gets an Elephant»: коли він став переможцем їх вікторини, вони запропонували йому на вибір $10 000 або слона; насправді у них не було слона, оскільки вони не очікували, що хлопчик вибере його, але під загрозою звільнення їм довелося знайти та доставити Барту тварину. Вік персонажів: Білл 40, Марті 52, вперше з'явились на екрані в серії «Гомер Танцює».
Також їх можна побачити в серії «The Otto Show», де вони беруть інтерв'ю у членів групи The Spinal Tap і просять їх записати заставку для КББЛ-ФМ.

## Бог
Бог англ. God (озвучений Гаррі Ширером), з'явився у багатьох епізодах, наприклад «Homer the Heretic», «Thank God It's Doomsday», і невеликій сцені з ним, Буддою, і Полковником Сандерсом в «Pray Anything».Він зображається в характерному для західних християнських традицій вигляді бога — сивочолий, в білій робі та з громоподібним голосом, обличчя його завжди обрізане кордоном кадру, і видно одну лише сиву бороду (за винятком епізоду «Treehouse of Horror XVI», де його разом з усім сущим засмоктує в чорну діру). Тіло його майже завжди випромінює мерехтливе сяйво. Схоже, що він не є всезнаючим, наприклад, кажучи про свого сина, він зазначає, що не знає «що ви, люди, зробили з Ним» але «з того часу він змінився». Одна з найбільш яскравих його особливостей — це те що він є єдиним персонажем серіалу, у якого п'ять пальців на кожній руці.
«Treehouse of Horror XVI», «Pray Anything» та «Alone Again, Natura-Diddily» — серії, в яких, однак, можна побачити обличчя цього персонажа.

## Багатий Техасець
Багатий Техасець англ. Rich Texan — стереотипний бездушний багатій; озвучує Ден Кастелланета. Вперше з'являється в серії «$pringfield (Or, How I Learned to Stop Worrying and Love Legalized Gambling)» Відомий своїм характерним жестом: коли він радіє, то бере по револьверу в кожну руку і стріляє в повітря, кричачи «Йі-ха!». Як відомо з епізоду «$pringfield (Or, How I Learned to Stop Worrying and Love Legalized Gambling)» можливо він народився в Коннектикуті, а потім переїхав до Техасу. Це одразу відносить нас до Джорджа Буша, який народився в Коннектикуті.
Республіканець. Говорить з протяжним техаським акцентом. В серії «Homerazzi» виявилося, що у нього є доросла дочка Періс Тексан, (пародія на Періс Гілтон), а в «Million Dollar Abie», що він має внука гея.
Незважаючи на те, що переважно він піклується лише про власну вигоду, одного разу він спонсорував виставку скульптур Мардж Сімпсон («Ice Cream of Margie (With the Light Blue Hair)») і навчив її своєму прийомові з пістолетами. Також він одного разу сказав їй. що любить гуляти по пляжу під місячним світлом. В епізоді «Midnight Towboy», ми дізнаємося що ця неймовірно мужня та войовнича людина страждає на погонофобію (страх бороди та вусів). Вік — близько 60 років

## Бджоловік
Бджоловік — місцева знаменитість і актор, який працює на студії «Крастілу», де знімається у короткометражних серіалах з іспаномовним озвучуванням.
Бджоловік — комічний актор, який завжди ходить у костюмчику бджоли. Костюмчик бджоли він носить постійно і майже його не знімає, крім випадку у серії «22 Short Films About Springfield», де показують невелику вирізку з його особистого життя: насправді він має коричневе волосся, а усі його вади — ожиріння, незграбність є вродженими і Бджоловік є незграбним і недолугим як у серіалах, так і у житті. Крім цього, Бджоловік має солідний живіт і помітну зайву вагу через звичку їсти усе підряд після роботи. На око, він важить 120—130 кілограм і зрівнюється по вазі із Барні. Проте повнота йому не заважає і Бджоловік вміє перевертати об'єм живота по усьому тілу (12 сезон «Правило Мардж»). Його недолугість призвела до зруйнування власної хати, і після нього одразу йде дружина («22 маленькі історії про Спрингфілд»). У повнометражному фільмі він відбудував свою хату і жив сам з собакою. Цікаво, що у повнометражному фільмі Бджоловік живе багатше ніж у серіях мультфільму. У повнометражному фільмі Бджоловік має двохповерхову віллу з яхтою.
Спершу, ім'я Бджоловіка так і було Бджоловіком, або Бджолою (принаймні у 15 сезоні Барт йому каже: «Заходь, Бджола» на відкриття свого нового будиночку на дереві, який згодом згорить). Також у коміксах зустрічаються імена: Людина-Бджола, Людина-Джміль, Джмілевік і Оса. Його ім'я було назване уперше у серії «Командний Гомер» і воно було зазначено на його сорочці — Педро, потім він називає і своє прізвище «Чеспіріто» і каже, що йому 37 років.
Англійською спершу його ім'я було «Bee-man» (людина-бджола), проте у 10 сезоні було назване як «Bumblebee-man», що перекладається, як шумлива бджола. В українському варіанті ім'я Бджоловік утворене телескопією (тобто злиттям двох слів бджола і чоловік).
Також невідомо точно, яка національність Бджоловіка. За власними словами — він латиноамериканець або латинос. І хоча іноді стверджується, що він з Мексики, проте за паспортом він іспанець.
Бджола — іспанець і в українському дубляжі рідко говорить українською. Лише одного разу — коли Кент Брокман втікає зі студії, то він вбігає і кричить «Ай, ай, ай! Бамбуча! Скільки людей загинуло!». У одному з епізодів Бджола говорить англійською, та ще й з англійським акцентом, проте продюсер Девід Сільверман пояснює, що це помилка.
Бджоловік знімається на каналі Очо на 8 каналі, (Очо — це 8 іспанською), у різних абсолютно беззмістовних короткометражних «мильних операх», де має кілька коронних іспанських фраз, які найчастіше вигукує. «Ay, Ay, Ay no me gusta!» («Мені це не подобається!»), або «Ay, Ay, Ay, Dios no me ama!» (Бог мене не любить!) «Ay, Ay, Ay, no es bueno!» (Це вже недобре!). Іноді він вимовляє іспанські слова неправильно (така собі «підробна», ламана іспанська мова), зокрема замість «pάjaro carpintero» (дятел) він каже «woodpequero» («іспанізоване» англ. woodpecker) — зроблено для розуміння англомовними глядачами. Усі його фрази завжди починаються з «Ай, ай, ай!». У повнометражному фільмі після поцілунку коня він викрикає «Ay, Ay, Ay! Un burro amoroso!», (ісп. закоханий осел). Сюжети його коротко метражок дуже різні, їх вже більше 1000, де Бджоловік: йде до суду, танцює з квіткою, цілує коня, руйнує будівлі і робить інші смішні і недолугі вчинки. Саме за недолугість його покинула дружина, після того, як Бджоловік зруйнував власний будинок.

## Гадюка Джейлберд
Гадюка Джейлберд (англ. Snake Jailbird; у серії «A Hunka Hunka Burns in Love» — «Гадюка Зек») — професійний злодій, який увесь вільний час проводить або у в'язниці, або у скоєнні злочинів. Точно вік Гадюки невідомий, хоча зовні він виглядає не більше ніж на 35 років, проте у коміксі «Гомерик маленький» Гомерові було лише 10 років, а Гадюці — приблизно 18 років; зараз йому, мабуть, із приблизно 45. Проте Мардж зазначала, що Гадюка на 5 років молодший від неї, отже йому, виходить, 32.
Спочатку персонаж не був злодієм, а чемним археологом, і їздив на розкопки до Південної Америки. Так, Снейк віз мішок з золотих монет, що належали народу інків. На стежку злодія його наштовхнув Мо. Мо дізнається, де той зупиниться на ніч, і щоб забезпечити своєму черговому роману з Едною Крабапель продовження і краде монети у Гадюки, щоправда, Една кидає Мо, і він ховає монети у своєму барі, які потім знайшов Бернс. Відтоді Гадюка клянеться помститися місту за злочин Мо.
У Гадюки є принаймні один син — Гадюка молодший, якого татко вчить усіх тонкощів свого злочинного ремесла — перша річ, яку вкрав його син — рожевий велосипед Ліси Сімпсон. Коли Гадюка молодший кричить: «Тату, дивись, я краду!», то Гадюка аж плаче від радості і каже: «Я такий гордий — нарешті і мій син краде».
У 13 сезоні, у серії «A Hunka Hunka Burns in Love» до Гадюки повертається колишня подружка на ім'я Ґлорія. У серії «The Old Man and the Key» перед «Смертельними перегонами» у тунелі за участю Ейба Сімпсона, Джаспера Бороди і Старого Єврея, а також «Людей з Голівудськими куртками» Снейк каже: «Я здеру з неї топик і ви поїдете» — на що Глорія категорично відмовляється.
У серії 421, першій у 20 сезоні, «Sex, Pies and Idiot Scrapes» Ґлорія вагітна другою дитиною Гадюки, яка можливо, з'явиться у серіалі.
Гадюка регулярно грабує магазин Апу Нахасапімапетілона «Квікі-Март». Його завжди переслідують Шеф Віггам, та його напарники, Лу й Едді, але через дурість Віггама Гадюці майже завжди вдається втекти. Найчастіше жертвою його пограбувань стає Апу.

## Ганс Молеман
Ганс Мельман (Ганс Молеман, англ. Hans Moleman) — епізодичний персонаж мультсеріалу «Сімпсони». На вигляд Ганс дуже старий, проте насправді йому лише 31 рік (хоча це може здатися не так, зважаючи на початок 13 серії 26 сезону серіалу, де 30 років тому він був улюбленим чотирикратним мером Спрінгіфлда).
Ганс Молеман дуже старий на вигляд (йому не менш 70-80 років): низький худорлявий чоловік, носить великі округлі окуляри, які у 8-10 разів більші ніж очі — бачить дуже погано. Проте у серії «Успіхи щасливого шлюбу» виявляється, що йому усього 31 рік — неймовірно, але пояснюється це тим, що замолоду зловживав алкоголем, курив марихуану, сигарети, приймав наркотики, споживав фаст-фуд, через що став карликом, має хворобу Паркінсона, його тіло напівспаралізоване, він майже повністю облисів, надзвичайно погано бачить і чує, у нього проблеми з нирками і, можливо, хвороба Альцгеймера. У Ганса жахливі проблеми зі здоров'ям і він постійно на все скаржиться, його песимізм часто відбивається на здоров'ї. У багатьох епізодах він виглядає безнадійно хворим, усі говорять, що більше півроку він не протягне.
Незважаючи на постійні проблеми і в житті, і зі здоров'ям, у нього є найвища водійська категорія і явна здібність керувати будь-якими транспортними засобами. Зазвичай він водить камеон-автовоз Сканія (Scania), яким переганяє досить дорогі авто. Незважаючи на водійську кваліфікацію, не було ще жодного разу, коли б він не попав в аварію. Саме на його правах було
згадану дату народження у 4 сезоні (1993) — 1962 рік. Потім дата на його змінилася, оскільки сезон виходив лише раз на рік, а вік персонажа має залишатись однаковим.
Одного разу він знищив не менше 20 автомобілів, різко загальмувавши, щоб не збити Гомера. Він також перевозив будинок-місценародження Едгара Алана По (1809—1849 рр, який відомий своїм твором «Вбивство на вулиці Морг»), але і там примудрився зазнати аварії.
У Ганса ще й часто різні кримінальні пригоди. Його найулюбленіша схованка — Спрингфілдське кладовище. У своїй похідній паличці він ховає меч, а у квартирі — автомат. У серіях про Хеловін неодноразово помирає страшною смертю: його розрізають на частини або розривають крокодили.

## Гарі Чалмерз
Гарі Чалмерз (англ. Gary Chalmers) — шкільний інспектор у Спрингфілді і є прямим начальником директора школи Сеймура Скіннера.
Чалмерз зображений як занадто серйозний та дивакуватий чолов'яга 57 років. Він не терпить ніякого порушення правил, у яких завжди звинувачує тільки Скіннера. Його улюблений вислів: «Скі-і-і-і-і-і-і-і-ннер!!!». Найчастіше Чалмерз з'являється під час інспекції у Спринґфілдській початковій школі — і, як завжди, якраз тоді трапляються різні пригоди й аварії. Незважаючи на грізний зовнішній вигляд і суворий характер, Чалмерз виявляється не зовсім компетентним керівником, оскільки призначив одного разу Неда Фландерса на посаду директора замість Скіннера. Разом із Скіннером він також підробляє документи та приховує проблеми у школі. У епізоді «Майбутня драма» показується, що через десять років на посаді інспектора Чалмерза замінить Кірні.

## Генк Скорпіо
Генк Скорпіо — привітний і ввічливий 40-річний директор компанії «Глобекс». Він з'явився у серії 8 сезону, де Гомер на нього працював. Його компанія втягнута у ряд дуже сумнівних заходів і все схоже на те, що їхня компанія нелегально продає і виробляє ядерну зброю. Усі факти про нього були у коміксі № 063, де він вів екскурсію своєю компанією. Генк показав стенд з надписом «Глобекс сьогодні і вчора» — видно, що корпорація колись займалася воєнним шпіонажем, виробництвом зброї масового знищення та ін. На теперішній час корпорація за його словами виробляє здорові продукти, розсилає весільні сукні, друкує буклети та працює як букмекерська, проте це неможливо перевірити. Про те, що Генк з м'яким і добрим
характером — може бути злодієм свідчить, що він організував «Лігу злих геніїв» (персонажі цього об'єднання з'являлись тільки в коміксах), звідки нещодавно виключили Доктора Колоссуса за те, що він постійно соромив корпорацію. Також він видає щомісячний журнал «Злодій», де пише місця для тимчасового перебування злодіїв. У інших коміксах можна його побачити на чорному ринку у місті Норд Гайвербрук.

## Герберт Пауелл
Народився у 1953, син Ейба Сімпсона і повії з ярмарку. Дитину здали у Шелбівільський дитячий будинок і більше його не бачили рідні. Герба всиновили Пауелли і віддали у школу. Про це Герб також розповідав і виявляється він мив туалети та прибирав у школі для того, щоб підзаробляти, оскільки батьки були ймовірно бідними. Гомер дізнався про зведеного брата в 36 років від Ейба, коли той лежав у лікарні. Гомер дізнався, що Герб — мультимільйонер, який живе в Детройті. Сімпсони вирушили у Детройт. Герб сказав Гомеру, що хоче зробити справжню американську машину, а Гомер покаже, як її робити. Але машина Гомера була справжнім провалом і Герб збанкрутував і став бомжем. Одного разу він побачив на вулиці маму, яка не знала, що потрібно її дитині. Герб дізнався, як знову стати багатим. Він пішов до Гомера, але лють взяла гору і він побив брата. Через деякий час він розповів Сімпсонам свій план, у якому допомагала Меґґі і позичив чималеньку суму, але обіцяв все компенсувати. Він зробив універсальний дитячий перекладач і знову став багатим. Завдяки Сімпсонам, він подарував і передплатив усі томи книги «Перлини Західної Цивілізації» Лісі, Барту членський квиток Національної Асоціації Зброї, Мардж купив нову пральну машину. Гомерові він придбав крісло-масажер. Доля Герба після зустрічей з Гомером невідома

## Герман
Герман англ. Herman (озвучує Гаррі Ширер) — власник магазину військового антикваріату «Herman's Military Antiques», вперше з'являється в серії «Генерал Барт». У нього лише одна рука; другу він втратив, коли висунув її з вікна шкільного автобуса.
|  | Барт: О, містер Герман?.. Герман: Так? Барт: Ви... ви втратили руку на війні? Герман: Руку? Ось що, хлопець: якщо вчитель скаже тобі «Не висовуй руку з вікна шкільного автобуса» — виконуй! «Генерал Барт» |

Спочатку творці серіалу планували щоразу називати нову причину однорукості Германа, але це так і не перетворилося на повторюваний жарт, частково через нечасту появу персонажа. Зовні персонаж в чомусь схожий на сценариста «Сімпсонів» Джона Шварцвельдера, а його голос нагадує голос Джорджа Буша-старшого.
Герман відмінно знається на військовому ділі; саме він розробив стратегію, що дозволила Барту здобути перемогу над Нельсоном в серії «Генерал Барт». Дружить з Ейбом Сімпсоном.
Мабуть, деякі з товарів в магазині Германа не мають історичної цінності: він продав Ейбу шапку, що нібито належала Наполеону, а потім виставив на продаж старий капелюх Ейба як «капелюх, в якому застрелили Мак-Кінлі».
Також він намагався торгувати контрабандними джинсами та був затриманий Мардж, яка в той час працювала поліцейським. Тим не менш, його відпустили через відсутність речових доказів (джинси забрали собі офіцери поліції).
У пародії на фільм «Кримінальне чтиво» в серії «22 Short Films About Springfield» він захопив в заручники у своєму магазині шефа поліції Віггама, але випадково був знешкоджений Мілгаусом.
Герман знаходиться в таємному товаристві «Каменярів». З'являвся на громадських роботах. Часто з'являється в натовпі. Продавав атомну бомбу Гомеру Сімпсону. Вік Германа — приблизно 45 років.

## Гіл Гандерсон
Гілберт «Гіл» Гандерсон (англ. Gil Gunderson) — нервовий чоловік середніх років, він має серйозні проблеми в особистому житті. Його безкінечні невдачі пов'язані з непристойно жалюгідним фінансовим становищем. Гіл живе на складському приміщенні разом з такими ж невдахами, як і він. Його сусіди є, однак не тільки безробітні та бідні люди, а і мають маніакальні нахили: один з його сусідів навіть тримає у себе атомну бомбу. Одного разу Гіл жив разом з Другим номером Бобом і казав йому, що у тому, що Боб готується вбити Красті, нема нічого дивного, і усі колеги Гіла, як і він сам, мріють про помсту суспільству. З коміксів стає відомо, що Гіл часто себе не контролює, іноді забагато п'є. Гіл ходить на програми анонімних алкоголіків, де усім розповідає, який він нещасний. Одного разу Гіл зізнається, що втратив три роботи за два дні.
Зазвичай Гіл завжди ходить у піджаку і коричневих штанях, часто міняючи краватки. Спершу він накупив собі понад тридцять піджаків різного кольору і майже усі його піджаки з'їла міль, тому він ходить у сорочці, бережучи свій, можливо останній піджак. Довгий час Гіл ходив у червоному піджаку, коли працював на Контору червоного піджака Лайонела Гуця. Оскільки його тоді успішно вигнали з роботи, Гіл став ходити у чому є і приходив на біржу праці навіть з порваним одягом.
У серіалі вік Гіла Гандерсона чітко не визначений. Коли Мардж Сімпсон найнялася працювати у контору Лайонела Гуця, він їй сказав, що у його конторі понад 50 років досвіду, 42 з яких — Гіл. Що саме Лайонел мав на увазі невідомо. Можливо, Гіл і справді працював на нього 42 роки. Проте Гуцю 43 роки та він був власником контори максимум зі свого повноліття. Можливо, Гуць просто підкреслив точний вік Гіла, маючи на увазі те, що Гіл у нього працював усе життя і не змінював роботи. Проте Гіл казав, що хотів продати один з будинків 21 рік, тобто з 21 року. Гіл також казав, що виплачував кредит за яхту тридцять років, тобто з 12 років. Очевидно Гілові значно більш як 42 років, йому, можливо, за 50 і, можливо, навіть більше ніж 60 років. Проте старим себе Гіл не вважає і в одному з номерів казав, що йому 43 роки, хоча Гіл часом називав далекі дати, такі як «хотів купити міксер 13 років», або «хотів купити квартиру 25 років».
Гіл є майже у кожному епізоді безробітним або на іншій роботі. Майже кожного вдалого моменту Гандерсон намагається знайти роботу. Гіл є стереотипним невдахою, він не працює на одній роботі більше місяця. Хоча, за словами Лайонела Гуця, Гіл працював на його конторі 42 роки і намагався продати «Будинок Жаху» двадцять один рік. У «Конторі Ч. Піджака» заведено було давати вдалому маклеру другу і третю стіну. На початку серії, де Мардж стала маклером, Гіл мав три стіни, потім дві. Лайонел хотів забрати у нього ще й останню стіну, бо Мардж працювала добре. Останню стіну Гіл не віддав, бо приніс її з дому. Гуць увесь час попереджає Гіла, що той висить «на волосинці», а у наступних епізодах Гіл звільняється з роботи. Ще декілька серій Гіл носить червоний піджак, потім ходить у звичному для себе одязі — коричневих штанях і сороці з недбало зав'язаною краваткою.
Гіл працював на багатьох різних роботах, найбільше рієлтором, зазвичай не більше тижня. Гіл є дуже хитрим, а свою роботу вважає святим. Усіма можливими для нього методами, Гіл закриває вади підроблених товарів і каже, що вони найкращі і по-різному їх рекламує. Одного разу Гіл збував підроблені годинники для гіпнозу, якими сам і був загіпнозований. Іноді Гіл ще і доставляє свої підроблені товари на вантажівці. Гіл іноді ходить по будинках, рекламуючи непотріб і його частенько б'ють, душать і викидають з подвір'я.
Єдиним успіхом Гіла можна вважати виграш у «справі Мардж» в антицукорній компанії (серія «Цукерки та гірка Мардж»).
Крім цього, Гіл неодноразово працював у Лівомаркеті, був адвокатом, у 2001 Гандерсон працював на міській АЕС та ще на багатьох-багатьох роботах, також був продавцем, маклером, консультантом, кур'єром, розвізником і промоутером, де завжди брехав, обдурював клієнтів, підсовував підроблені товари. Найчастіше Гандерсон зустрічається нам у коміксах. Майже у кожному випуску коміксу він завжди або шукає роботу, або працює на одній роботі, а в іншому випуску вже працює кимось іншим, тому, що його дуже швидко звільняють. Також він часто ходить по вулицях і розповідає людям свою фінансову піраміду, як розбагатіти, проте його ніхто не слухає. Гіл любить працювати, але через свою некомпетентність постійно зазнати невдач. У коміксах він зізнався, що його, по його власних розрахунках, вигнали з не менше 120—200 робіт. Проте уся його нещасність була поставлена під сумнів, коли Гіл купив багато ящиків пива «Кнур» намагаючись виграти поїздку на Гаваї (це був комікс № 062). Тому було припущення, що Гіл лише здається нещасним, а насправді досить успішний бізнесмен. Гіл не має до себе ніякої поваги та вважає, що у нього нікудишнє життя, проте йому у коміксі 089 дали випити Бузз Коли від Красті й він не помітив, що за обкладинкою стакану висів надпис, що Гіл виграв мільйон доларів США.

## Гюнтер та Ернст
Гюнтер та Ернст англ. Gunter and Ernst — дует циркачів з Лас-Вегасу, озвучений Гаррі Ширером та Генком Азарія і що є очевидною пародією на реально існуючий дует «Зиґфрід та Рой»: в їх мові простежується виражений німецький акцент, а в їхніх виступах задіяні білі тигри, причому один з членів трупи — блондин, другий — брюнет. Цей дует з'являється в серіях «Viva Ned Flanders», «$pringfield», «The Two Mrs. Nahasapeemapetilons» та «Jazzy and the Pussycats».
У серії 1993 року, «$pringfield», дует був серйозно покалічений його фірмовою маркою — білим тигром Анастасією. Як відомо, через 10 років, під час виступу «Зігфріда і Роя» в готелі «The Mirage» в Лас Вегасі, Рой Хорн був покалічений дресированим тигром Монтекоре, який схопив його за шию і потягнув його за куліси.

## Деві Ларго
Деві Ларго (озвучує Гаррі Ширер) — суворий і саркастичний вчитель музики в Початкові Школі Спрінгфілда. Його постійний одяг — сірий піджак, сині штани, біла сорочка та рожевий метелик. У деяких серіях натякається на нетрадиційну орієнтацію Ларго. Деві іноді любить випити і вважає усіх своїх учнів бездарними.

## Деклан Десмонд
Деклан Десмонд англ. Declan Desmond (озвучує Ерік Айдл) — британський режисер-документаліст, цинічний скептик. Він часто ставить героїв своїх фільмів в незручне становище або висміює їх. Вперше з'явився в серії «'Scuse Me While I Miss the Sky», де знімав фільм про спрингфілдських школярів «American Boneheads: A Day in the Life of Springfield Elementary» та посприяв захопленню Ліси Сімпсон астрономією. Крім цього, зняв фільми «Do You Want Lies with That?» (викрив клоуна Красті), «Ain't No Mountain: A Blind Man Climbs Everest» та «Growing Up Springfield».
Матеріал для «Growing Up Springfield» («Зростаючий Спрингфілд») він накопичував довгі роки, кожні 8 років приїжджаючи в Спрингфілд та фіксуючи зміни в житті героїв («Springfield Up»). Цей фільм схожий на реальний проект режисера Майкла Ептеда, який робив те ж саме, але з інтервалом в 7 років.
Вік Десмонда точно не вказаний, але коли Гомеру було всього 8 років, він вже був режисером, отже, йому за 50.

## Джаспер Бредлі
Джаспер Бредлі (англ. Jasper Beardley) — один з найстаріших жителів міста, відомий своєю дуже довгою бородою, прізвище в буквальному перекладі з англійської означає «бородатий». Його озвучує Гаррі Ширер. Як і Ейб Сімпсон, Джаспер живе у Спрінгфілдському Будинку пристарілих. Як і Ейбу, йому там подобається жити. Там він має абсолютно усе, що хоче, і він зізнавався, що йому там значно краще, ніж удома. Його найулюбленіше зайняття там — слухати і розповідати історії зі свого життя. На відміну від деяких інших жителів будинку пристарілих, Джаспер більш активний і бере участь у всіх іграх і, якщо вирветься, — на вулиці. Джаспер, незважаючи на свій вік (88 років), постає як свободолюбна людина. Він не раз тікав із будинку пристарілих, щоб побігати. У нього є серйозні проблеми зі здоров'ям, однак він все одно намагається жити активно і навіть ходив з Ейбом у їхнє таємне місце — бордель. Також він любить слухати різну музику і завжди приходить на різні мітинги чи бейсбольні матчі.
Як і Ейб Сімпсон, Джаспер має проблеми зі здоров'ям. Він також під час довгих розмов може заснути, страждає на амнезію і нічого не пам'ятає через 10 секунд після надання інформації. Також він погано розуміє прості речі і взагалі майже не чує, тому носить слуховий апарат. Іноді Джаспер зображений в інвалідному візку, що суперечить багатьом серіям і коміксам, де він ходить із паличкою. Джаспер замість ноги має дерев'яний протез, яким хвалиться — що це його власна робота і зроблено з карельскої берези. Іноді він використовує протез як палицю і при потребі ходить з ним як з похідним.
Згідно з епізодом «Marge and Homer Turn a Couple Play», Джаспер — ветеран Другої світової війни, хоча він намагався ухилитися від призову разом зі своїм другом Ейбом (вони видавали себе за жінок та навіть грали в місцевій жіночій бейсбольній лізі).
Джаспер проходив прослуховування в групу Гомера «The Be Sharps», проте невдало.
Джаспер повільно втрачає зір через катаракту, яка в серії «Homer the Vigilante» була вилікувана, коли лазер із захисної системи будинку потрапив йому в очі, але повторне потрапляння знову позбавило його зору. Він примирився з цим дуже швидко: «Ну й добре. Зір повернувся — зір пропав» (парафраз англійського прислів'я «Easy come, easy go» — «Легко прийшло, легко пішло»). Незважаючи на проблему із зором, Джаспер чуйно спить, і у нього все ще хороші рефлекси. Коли Ейб Сімпсон якось вночі спробував вкрасти його зубні протези, Джаспер миттєво ввімкнув світло і, направивши на Ейба пістолет, присік спробу крадіжки.
У ніч замаху на містера Бернса, Вейлон Смізерс стріляв в Джаспера, проте потрапив йому в дерев'яну ногу. Одного разу, коли Джаспер працював заміщуючи вчителя, він примудрився застрягти бородою в точилці для олівців.
В епізоді «Lisa the Simpson» Джаспер спробував заморозити себе в морозилці магазину Квікі-Март за порадою доктора Ніка Рів'єра. Апу не став його звідти діставати. Коли заморожений Джаспер став популярним та поглянути на нього приходило безліч людей, Апу вирішив перетворити свій заклад на гримучу суміш виставки дивних речей та магазину. Джаспер, переодягнений в вікінга, став його головним атракціоном. Однак, коли Апу спробував продати Джаспера (або «Морозилікуса», як він його назвав) Багатому техасцю, Джаспер випадково розморозився, абсолютно впевнений в тому, що він потрапив в майбутнє.
У вирізаній (і тому вважається неканонічній) сцені епізоду «In Marge We Trust», йдеться про те, що Джаспер був попередником преподобного Лавджоя на посаді священника Спрингфілдської церкви Західної гілки реформованого пресвітеріанства. Вік — 80 років.
Джаспер також має кулінарні обдарування. Він стверджує, що може легко розтовкти палицею лобстера. Він також брав участь у всіх кулінарних шоу, де готував різні пікантні страви.

## Диско Стю
Диско Стю (англ. Disco Stu) — є великим шанувальником диско та зазвичай з'являється в багато прикрашеному стразами поліестеровому костюмі. Про себе він завжди говорить в третій особі (роблячи наголос на «Стю», а потім витримуючи паузу, перш ніж продовжити), і відомий своєю прихильністю до 70-х років. Є власником клубу «Диско у Стю» (англ. «Stu's Disco»). Озвучений Генком Азарія
Диско Стю постійно згадує 1970-і й 1980 роки, коли він був танцюристом-зіркою. І справді — Стю просто застряг в ері 1980-х. Він носить, як він сам згадував — костюм, дуже популярний у 1970-х — «костюм Елвіса» — розшиті джинси, прикрашені малюнками вогню, куртку розфарбовану червоним, білим і жовтим кольором і тоновані фіолетові окуляри з досить грубого скла. Невідомо, чи його окуляри оптичні, чи він їх носить просто як зірка. Його можна побачити в туфлях на платформі, коли він заграє до Мардж на гірськолижній базі (поки він не дізнався, що у неї є діти) (епізод «Little Big Mom»), і в інших епізодах. 
Диско Стю — талановитий танцюрист, проте відомим не був ніколи. Трюки він виконував добре, проте завжди однакові. Через те у нього не залишилося фанатів. Диско Стю просто перебивається заробітками, іноді веде програми по телебаченню, іноді танцює для аудиторії, у серії «Винагорода за Ідіотизм» і «Майже вигідна пропозиція», він каже, що «Диско Стю ніколи не працює за гроші».
Вперше з'явився в епізоді «Two Bad Neighbors», на вуличному розпродажі. На початку епізоду Гомер та Мардж перебирали горище в пошуках непотрібного мотлоху, який можна було б продати. Мардж запропонувала продати стару куртку Гомера, але той запротестував «… Вона потрібна мені, щоб носити поверх старого одягу!». «А хто такий Диско Стю ?» — запитала Мардж, маючи на увазі напис на спині. Гомер пояснив: «Я хотів написати „Диско Жеребець“ (англ. Disco Stud), але у мене скінчилося місце. Ніякий Диско Стю тут ні до чого!». Диско Стю з'явився в епізоді пізніше, як частина цього жарту. Гомер умовляв купити куртку відвідувачів розпродажу, один з них крикнув: «Ей, Стю! Тобі слід купити цю штуку!». Диско Стю з'явився з натовпу зі словами «Диско Стю не рекламується!». Незважаючи на те, що спочатку персонаж замислювався всього лише для одного епізоду, Стю став з'являтися в серіалі й надалі.
Сам Диско Стю говорить про себе від 3 лиця і ніколи не каже «Я», наприклад, «Диско Стю пробив собі голову» («Хата жахів XVI»). Віком Стю років за 60 — він явно старший за Гомера, Барні, Ленні та Мардж, яким ще немає навіть 40 років кожному. Очевидно, він одноліток Неда Фландерса і Красті.
Як і мер Квімбі, Стю любить клеїтись до жінок, приставати до них. Він багатьом подобається, але швидко набридає, хоч і вміє робити дивовижні трюки при танці. Хоча Диско Стю каже, що любить диско — насправді він його ненавидить і усе, що пов'язане з цим видом музики. В ток-шоу «taxi cab confession» (епізод «How I Spent My Strummer Vacation»), Диско Стю зізнається: йому здається, що диско померло. Він висловлює занепокоєння, що дозволив диско знищити себе як особистість, і боїться стати просто «незвичайним диваком». В молодості він мало не зробив кар'єру капітана під ім'ям «Морський Стю».

## Джебедая Спрингфілд
Джебедая Обадія Захарія Джедідія Спрингфілд (англ. Jebediah Obadiah Zachariah Jedediah Springfield) — передбачуваний історичний засновник Спрингфілда, вшановується в місті як герой. Спрингфілд відомий своїми афоризмами, такими, як, наприклад: «Шляхетний дух робить великою, навіть маленьку людину», він був широко відомий завдяки своєму срібному язику. Більшість жителів Спрингфілда вважають, що срібний язик — це поетичний опис його красномовства, проте в одному з епізодів Ліса Сімпсон з'ясувала, що його справжнє ім'я Ганс Спрангфелд (Hans Sprungfeld), він був піратом, в одній з п'яних бійок йому вирвали язика, і він вставив собі срібний протез. Спрангфелд змінив ім'я в 1795. Також Спрангфелд був особистим ворогом Джорджа Вашингтона, перед смертю він написав зізнання в цьому на шматку портрета Вашингтона.
Спрингфілд разом зі своїм другом Шелбівіллом Манхеттеном були ватажками каравану, що рухався на захід (через неправильну інтерпретацію одного абзацу в Біблії вони шукали «Новий Содом»); але їхні шляхи розійшлися, бо Шелбівілль хотів заснувати місто, в якому люди можуть одружуватися зі своїми кузинами, а Спрингфілд хотів заснувати місто, в якому будуть жити цнотливі та скромні жителі. Взимку 1807 Джебедая заснував першу спрингфілдську лікарню, побудувавши її з дерева та бруду.
За легендою, Спрингфілд вбив ведмедя голими руками. Статуя, яка зафіксувала цей подвиг, стоїть у центрі міста, навпроти мерії. Також за легендою він приборкав дикого бізона, хоча у своєму таємному посланні він написав, що бізон був ручний і він не приборкував його, а застрелив. Спрингфілдський марафон проводиться на честь втечі Джебедаї через всю країну від кредиторів.
Можливо, Джебедая Спрингфілд — натяк на Джедедаю Сміта, прославленого дослідника Дикого Заходу.
В одній із серій Барт відпилює голову статуї Спрингфілда, щоб виділитися перед хуліганами. Цей мотив з'явився в заставці пізніх сезонів — пам'ятнику відпилюють голову і вона падає на Ральфа Віггама.

## Джек Ларсон
Джек Ларсон англ. Jack Larson — представник компанії «Сигарети Ларамі» та один з власників «Спрингфілдських Ізотопів». Вперше він з'являється в рекламі Сигарет Ларамі на параді «Маленька Міс Спрінгфілд». Цю рекламу Гомер побачив по телевізору, в Таверні Мо, в епізоді «Lisa the Beauty Queen», четвертого сезону. Його також можна побачити в епізоді «Bart the Murderer», заспокоюючим натовп курців, після того, як Жирний Тоні та спрингфілдська мафія викрали дві вантажівки цигарок.

## Джеремі Пітерсон
Джеремі Пітерсон (англ. Jeremy Peterson), також відомий, як підліток зі скрипучим голосом — вигаданий персонаж мультсеріалу «Сімпсони», озвучений Деном Кастелланеті.
В епізоді 7 сезону «Team Homer» зазначено, що його мати — кухарка Доріс. Працює де доведеться, найчастіше обслуговує в якомусь магазині. Пару раз навіть керував деякими персонажами (Дідом Сімпсоном, а також Дольфом, Джимбо та Керні).
Сама кухарка Доріс стверджує що у неї немає сина.
У 6 епізоді 22 сезону «Бернс дурний», з'ясовується що він працює слугою.
Вперше з'явився в серії «Brush with Greatness».

## Джимбо Джонс
Коркі Джеймс «Джимбо» Джонс англ. Jimbo Джонс (озвучений Памелою Хейден, але в серії «Зрадницька голова» озвучує Тресс Макнілл) — у звичайному житті носить в'язану шапку (під нею ховає лисину) та футболку із черепом. Він часто знаходиться в компанії Дольфа та Керні, а іноді й Нельсона Манца. Він є загальновизнаним ватажком цієї банди. Він любить бити однокласників та красти речі в магазині. Він часто натякає, що він із заможної родини, особливо в серії «The PTA Disbands», в якій вчителі оголошують страйк та школа закривається, видно, що він і його мати люблять дивитися мильну оперу та потягувати чай в приємній вітальні. Його мати, на ім'я Керол веде безладне статеве життя, можливо працювала повією. Іноді ходить топлес, що вражає друзів Джимбо. В серії «Bart the Fink» Барт з'ясовує, що його ім'я Корки (проте, в серії «Lisa's Date with Density» Нельсон називає його Джеймсом, маючи на увазі, що Коркі може бути прізвиськом або псевдонімом). У Джимбо є й інші відомі псевдоніми: «Джеймсбо», «Доктор Дж.» і «Гектор Гуцерітц» (що показано в серії «24 Minutes»), а також називає себе «Доктор Язик» в серії «New Kid on the Block». Джимбо названий на честь Джеймса Л. Брукса. Джимбо балотується на пост мера в серії «See Homer Run» під гаслом: «Боротьба з ботаніками. Голосуй за Dorks». Вперше з'явився в серії «The Telltale Head». Вік — 15 років.

## Доріс Пітерсон
Дора «Доріс» Пітерсон (англ. Dora "Doris" Peterson, Lunchlady Doris) — працівниця їдальні початкової школи Спрингфілда і відома своїм надзвичайно недбалим ставленням до роботи. Доріс працює у Спрингфілдській початковій школі вже 8 років, до того вона працювала у Пентагоні і у десантних військах разом із кількома подругами протягом 20 років. Невідомі факти її раннього життя, вона точно не зі Спрингфілда, і жила раніше у місті Шелбівіль.
Доріс огрядна жінка середнього віку, 46 років якщо точно. Вона має помітну зайву вагу, проте не було показано, що вона зловживає їжею. Вона завжди збирає волосся у хвіст позаду, і завжди носить білий фартух. Лише у декількох офіційних подіях вона мала чорний піджак. На шкільних зборах вона так само не перевдягається.
Доріс працює у шкільній кафетерії, причому виконує свою роботу надзвичайно недбало. Про гігієну та інші санітарні правила годі говорити, бо Доріс для приготування їжі не використовує столів, а ріже усе прямо на підлозі. Доріс не має серйозної кулінарної освіти і готує абияк, проте вона може готувати будь-які страви: кінські ноги, м'ясо із землею всередині, курячі тельбухи і навіть матраци. Причому матраци вона готує «з любов'ю»: Доріс «готує» матраци дуже часто і з натхненням, примовляючи «У матрацах багато поживного». Іноді замість чаю Доріс варить просто застиглий жир, навіть намащувала Віллі жиром, щоб той спіймав собаку Барта.
Окрім сфери харчування, Доріс також працює на щонайменше двох інших роботах. Так, Барт зауважує, що вона працює медсестрою і каже це Чалмерсу, який від неї отримує відповідь, що вона працює «дві ставки». У серії «Багато Апу просто так» вона ще й працює поштарем, а у 89 випуску коміксів вона працює рекламатором і кухарем у закусочній Гомера, яку він орендував протягом 89 номера коміксів «Сімпсони».
У Доріс наразі немає чоловіка і вона, скорше усього була розведена. У серії «Командний Гомер» вона казала, що Сквікі — її 20-річний син, який вкрай погано працює на різних роботах зі сфери обслуговування у ресторанах, (Доріс: «О, до речі, так само як і я!»). У неї є кавалер — Завгосп Віллі, який любить її і якого вона теж любить. В основному за напівбожевільність Віллі, проте згодом вони часто сваряться.

## Доктор Колоссус
Доктор Колоссус (для усіх просто Колоссус) є одним з найдивніших персонажів мультсеріалу «Сімпсони», бо має синю шкіру, а не жовту як у переважної більшості інших більше відомих персонажів. До 10 сезону було неясно, чому у нього синя шкіра. Його дивакувата зовнішність дуже нагадувала робота, проте в одному з випусків коміксу (51) з'ясувалось, що Колоссус не один має такі вади, крім нього до Ліги Суперзлодіїв входили різні не схожі на людей створіння: Дредерік-Мутант, Лице-зі-Шрамом, Сталкер-залізне Лице та інші суперзлодії під керівництвом Хенка Скорпіо. Потім, Колоссус зізнається, що синя шкіра у нього від постійних дослідів з радіоактивними хімічними елементами, і що це у нього від власної мами, яка з ним живе і яка теж має синю шкіру. Колоссусу 40 років, він має дуже відмінні ознаки від інших людей. Колоссус колись входив до Ліги Суперзлодіїв, проте був виключений через некомпетентність. Колоссус був створений як пародія на іншого відомого злодія — Фантомаса.
Колоссус має також досить незвичайні окуляри, через які майже не видно його очей. Його окуляри жовтого кольору і мають ліхтарі, а також прилад нічного бачення. Зі слів самого Колоссуса, його окуляри лише оптичні, бо він має дуже поганий зір і мають ліхтарі лише для зручності, а також щоб когось лякати, бо за його словами, «Так я виглядаю як якийсь потужний суперробот». Його майже сторічна мама теж носить великі жовті окуляри й постійно видає ними різні звуки, що складає про неї враження як про робота.
Крім іншого спецодягу Колоссус має досить незвичні чоботи, хоча, на перший погляд, це абсолютно звичайні мешти. На ремені Колоссус має декілька кнопок — це пульт керування його чоботами. Його мешти мають пружини, за допомогою яких Колоссус може підійматися у зрості на 15 метрів. Звісно, і з цією технологією він не може впоратися — зазвичай при натисканні кнопки Колоссус врізається головою у стелю і при цьому кумедно калічиться. Він навіть має власний вигук: «Бааааа!» при прорахунках постійних невдачах, коли незадоволений собою тощо, як Гомер Сімпсон — доу!.
Колоссус вважає себе суперзлодієм, проте насправді він повний невдаха і не може нічого нормально зробити. Саме тому
Колоссуса у серіалі можна побачити тільки в тюрмі. Колоссус справді ні на що не здатний, тому люди глузують з його незчисленних спроб хоч щось захопити. У серіалі він постійно перебуває в тюрмі й іноді тікає на волю, хоча через свою дурість знову опиняється за ґратами.
Якраз перша згадка про Колоссуса була у серії 5 сезону «Ліза проти Малібу Стейсі», коли жінка, на ім'я Стейсі Лавелл, яка грала Малібу Стейсі, показала фотографії своїх колишніх чоловіків, то третім з п'яти був доктор Колоссус. Невідомо точно, за що Колоссус багато відсидів. Проте сам Колоссус перебуванням у тюрмі дуже пишається. Так, Колоссус стверджує, що колись вбивав людей і викидав трупи у Затоку Спрингфілда, але він насправді бреше, бо нікого не може вбити та навіть не здатен на таке. Колоссус відсидів 3 роки за ґратами за 12 спроб захопити світ (усі провалилися з жахливою ганьбою) і манію величі. Як і Завгосп Віллі, він теж колись неодноразово втікав з психлікарні.
Колоссус з'являється у серіалі усього 5 разів, проте встиг наробити шуму. Колоссус говорить у серіалі тільки в одній серії. У коміксах він частіше фігурує на волі та часто ходить на різні форуми та виставки. Цікаво, що саме у коміксах Колоссус розкриваються як абсолютно безтактна, дурна й обмежена людина, яка не вміє правильно витрачати гроші: він скупляє усе, навіть не спитавши що це. Одного разу він витратив усі заощадження, щоб купити обшивку від першого космічного шаттла. Колись він навіть входив до Ліги Суперзлодіїв під керівництвом Хенка Скорпіо, але його звідти вигнали, бо він провалив усі секретні завдання. У серіалі його іноді називають не Колоссус, а Фантомас. У коміксі № 064, у 2 коміксі «The Abominable Dr.Colossus» (Бридкий доктор Колоссус) він був головним героєм другого коміксу.
Також розкривається, що Колоссус надзвичайно хороший працівник, проте щось його увесь час клонить до необдуманого криміналу, і ще більшої ганьби. Цікаво, що Колоссус чудово розбирається у ядерній фізиці і має IQ цілих 203, проте не використовує свій розум за призначенням. Крім цього, у Колоссуса є велика дослідна лабораторія, яку він втрачає у 70 номері через банкрутство і яка дістається молодшому брату 2 Н.Боба — Сесілу Тервілігеру.

## Елеонор Абернаті
Божевільна дамочка з котами (англ. Crazy Cat Lady), Елеонор Абернаті — зображена як божевільна жінка 40 років. Вона серйозно психічно хвора, хоча була такою не завжди. У 8 років вона пішла до школи, у 24 була перспективною студенткою, отримала 2 вищі освіти(юрист та медик), а у 32 купила кота і так його полюбила, що втратила розум. Зараз їй 40 років. Очевидно ураження настільки заділо її нервову систему, що вона заледве може вимовити слово. Замість людської розмови у неї виходить суцільний набір різних дивних звуків, які вона можливо хоче перетворити у мову, але не може. Причина, через яку вона отримала настільки сильне ураження — невідома. Можливо, це сталося через радіацію або сильне паралітичне ураження струмом. Окрім цієї вади Елеонор очевидно має хворобу Паркінсона, бо у неї постійно трясуться руки. Вона також має більмо на оці, через яке бачить тільки одним оком. Щобільше, вона також має серйозні розумові вади та напевно перенесла не один інсульт. Елеонор, можливо, хвора на шизофренію, бо не може себе стримувати, і на хворобу Альцгеймера. У неї є незвичне хобі — колекціонувати котів та різноманітний мотлох. У серіалі вона весь час тікає від поліції, яку закидує котами. Іноді вона має нетривалі прозріння (як Барні — протверезіння, а оскільки Барні перебуває у безстроковому запої, то і вона не залишається нормальною понад 5 хвилин). Ці «прозріння» вона отримує, з'ївши драже «Тік-Так», але коли їй хтось нагадує, що вона божевільна, вона одразу повертається у свій звичний стан. Також міс Абернаті стає нормальною після того, як Мардж з жалю наводить лад у домівці старої, після чого сама тимчасово втрачає розум (серія A Midsummer's Nice Dream, 22 сезон). Під час нетривалих прозрінь вона балотувалася в мери Спрінгфілда, але програла, не набравши жодного голосу. Уперше вона була представлена у серії Дівоче видання, саме завдяки Елеонор у Сімпсонів з'явився кіт — Сніжок-2. Її справжнє ім'я, яке було назване лише у серії «Саламандр Безпеки» 15 сезону

## Капітан Маккалістер
Капітан Маккалістер — дуже таємнича людина Спрингфілда і про його біографію відомо досить мало. Його вік точно не визначений. Єдиний точний натяк на його вік — коли Гомер був показаний у 10 років, у серії, де він познайомився з Мардж, тоді Маккалістеру було вже не менше 40 років. Оскільки Гомеру зараз 38 років, то капітану можливо 70 або більше. Очевидно, що свою юність капітан провів у морях далеко від Спрингфілда. Також невідомо, чи має він очі або ноги. У багатьох серіях показувалося, що ноги у нього дерев'яні та служать для зберігання вина. Цьому суперечить комікс № 063 «Круїз Гомера», де Маккалістер був у шортах і у нього були ноги. Згідно з офіційною версією, у нього скляні очі. Про це він говорить у серії «Барт для всіх», стукаючи трубкою по скляним очам. Цікаво, чим він тоді бачить, якщо поводиться як зряча людина. Капітан Маккалістер має прогулянкову яхту і Ресторан Капітана, де подає всілякі страви з рибою власного приготування. З деяких серій можна довідатись, що він талановтий кухар. Оскільки він дуже любить морепродукти, не готує нічого без риби. У коміксах він одного разу приготував окуня, фаршированого палтусом, який своєю чергою був фарширований осетром.

## Кірк ван Гутен
Кірк ван Гутен — типовий 48-річний невдаха і безробітний, батько Мілгауса.
Кірк ван Гутен у серіалі предстає як прославлений невдаха типу Джіла Гандерсона і до того ж, розведений. До 7 сезону він жив зі своєю дружиною Луанн, аж доки йому набридло і він сказав, що шкодує про те, що одружився. Після цього його жінка подала на розлучення і він був змушений щомісяця платити аліменти.Кірк часто безробітний, тому винаймає квартиру у гуртожитку для холостяків, у якому високий відсоток самогубств. В його квартирці жахливий безлад, оскільки без дружини він майже нічого не здатний — ні прибрати, ні приготувати їсти. Одного разу у Кірка жив Барт, де побачив, як скудно і несолодко йому живеться. Дивно, чому таку ненависть до Кірка проявляє Гомер. Одного разу під час загальної бійки Гомер ледве його не вбив. У коміксах виявляється, що його колишня дружина уже має коханця Піро і хоче з ним одружитися, що його дуже злить. Проте і Кірк активно шукає сімейного щастя, і , що цікаво, подобається багатьом жінкам.
Кірк також іноді мав проблеми з законом і Шеф поліції Віггам іноді відправляв його у в'язницю, але там для нього наставали золоті часи — він зустрічався з жінками і почав їсти не попкорн і фастфуд, а нормальну їжу.

## Кірні Джізвіч
Кірні Джізвіч, відомий більше як Кірні — один з місцевих шкільних хуліганів, які іноді б'ють Барта. Кірні відомий своїм надзвичайно низьким інтелектом і хрипким
голосом. Навчається в п'ятому класі, має власну автівку, регулярно голиться, сидів у в'язниці, має право голосувати на виборах.

## Ланс Мердок
Ланс Мердок (або капітан Ланс) — епізодичний персонаж мультсеріалу «Сімпсони». Здебільшого він зустрічався у коміксах. Лансу 55 років. Він професійний каскадер. Проте усі його шоу часто закінчуються нещасними випадками. Ланс зазвичай виконує трюки на мотоциклі, де перелітає через басейни з акулами, піраньями, вогнем та іншими небезпечними речами. Точніше, він їх не перелітає. У своїх шоу він завжди калічиться — ламає ноги, руки, хребет, шию. Дивно, як він досі живий. Насправді ж, він калічиться для розваг глядачів і навіть змайстрував собі лікарняне ліжко, яке переобладнав під гоночну машину. Ланс справді вміє артистично калічитись — одного разу його тіло проткнула ведуча шоу.

## Ларрі Бернс
Торговець біля поїзної станції. Живе у селі дуже далеко від Спрингфіда. Про свого батька, Монті Бернса, він дізнався за допомогою фотографії. Коли він побачив, що чоловік у купе і на фото схожі, то дізнався що Бернс їде у Спрингфілд.
Дістався він до Спрингфілда за допомогою Гомера, який його підвіз. Виявляється, що Ларрі думав, що Бернс бідний і збирався подарувати йому банку з грошима. Бернс його впізнав не одразу, але потім згадав. Бернс поставив його працювати разом з Гомером Сімпсоном у секторі 7-G.
Гомер і Ларрі швидко потоваришували і виявилось, що Ларрі такий же ледар, як і Гомер. Згодом Гомер переселив Ларрі до себе і щоб отримати гроші вдав, що «викрав» його. Гомер і Ларрі переслідувалися поліцією і Гомер пояснив Бернсу, що він не викрадач і відпустив Ларрі. Бернс йому пробачити не міг і Ларрі поїхав додому, проте на прощання влаштував величезну гулянку. У серіалі Ларрі з'являвся лише двічі — коли він був головним героєм епізоду і у 9 серії 9 сезону «Realty Bites», коли стояв у черзі у ДМВ.

## Ліндсі Нейджл
Ліндсі Нейджл — бізнес-леді, і постійно працює на телебаченні, хоча як і більшість персонажів серіалу має очевидні вади. Вперше, Ліндсі Нейджл з'являється у серії «Чух, Сверблячка і Крутий Дворняга», у ролі бізнес менеджера. Упродовж наступних двох сезонів, образ Ліндесі значно змінюється — у першій появі Ліндсі мала довше волосся, зав'язане у хвіст і колір волосся був набагато темнішим. В українській версії Ліндсі озвучує Ганна Левченко, хоча у перших серіях це була Ірина Дорошенко. Костюм Нейджл теж змінився — він був синім спершу, хоча потім вона вдягається у рожевий піджак.
З біографії Ліндсі відомо, що вона закінчила Вартонівську школу бізнесу та отримала юридичну освіту, де встигла позалицятися до Судді Роя Снайдера, який майже на 20 років старший за неї. Вік Ліндсі знаходиться від 35 до 40 років.
Вперше, Ліндсі була представлена у серії «Вони Врятували Лісин Мозок», де представилася як Ліндсі Нейджл і виявилося, що її IQ — 147. Також Ліндсі є членом організації Mensa International у Спрингфілді.
Протягом серіалу Нейджл працює на безлічі робіт, зазвичай пов'язаних з суспільними зв'язками або соціумом і її послужний список справді чималий:
1. керівник компанії мобільного зв'язку, серія «Дівоче Видання».
2. політолог, комікс 082 «Сімпсономанія»
3. фінансист консультант серії «Роки болю», «Місіонерство неможливе», «Цей Автобус» та інші.
4. представник штабу кінотеатрів США, комікс 079 «Удар Стихії»
5. телерейтинговий агент, комікс 082 «Сімпсономанія»
6. маклер «Кусюче Маклерство» та інші серії
7. торговий агент — різні серії
8. передвиборчий штаб — комікс 055 «Гомер Мер»
9. маркетинговий агент у різних серіях
10. працівник NASA комікс 074
11. рієлтор — «Звинувачуй Лісу»
12. консультант шефа-кухаря комікс 087
13. керівник групи розвитку дітей — більшість серій 15-16 сезону
14. бізнес-адміністратор — серія «Знову я Один-Однісінький»
15. автор книг — «Як змахлювати у бридж» і «Бізнес для чайників»
16. телепродюсер — різні серії
17. службовець екзитполу — комікс 055
18. слідчий комікс 082

Хоча Нейджл зовні досить приємна жінка — виявляється що Ліндсі є крадійкою і відомою алкоголічкою, а прикриття ведучою анонімних алкоголіків є і її власним лікуванням від залежності. Крім цього, можливо Ліндсі вживає наркотики або переправляє їх контрабандою. Також у серії «Знову я один-однісінький», де Нед Фландерс переживає смерть дружини та шукає собі нову, то зустрічається з Ліндсі, і вона отримує факс, що проти неї висунуто звинувачення через скоєне нею ДТП.
Також відомо, що у Ліндсі немає дітей і вона є послідовником бездітного образу життя і пропагувала цей образ у 16 сезоні, за що на неї подала у суд Мардж Сімпсон. Ліндсі Нейджл є німфоманкою і коли питає у Мардж, чому у неї 3 дітей — то Мардж чесно відповідає що має дітей і часті статеві стосунки — то Нейджл називає її тиранозавром.
Персонаж Ліндсі Нейджл пародіює топменеджера певної відомої корпорації, її робота завжди присвячена соціуму або соцопитуванням.

## Луан ван Гутен
Луан ван Гутен — мама Мілгауса ван Гутена. Луан уперше з'явилася у серії третього сезону серіалу і часто фігурує серіалі, хоча спершу була задумана бути епізодичною. Їй 34-35 років, вона має синє волосся і брови. Останнім часом розлучилася з її колишнім чоловіком Кірком і має кавалера Піро. Хоча згодом одружилася вдруге з колишнім чоловіком.
Луан ван Гутен народилась у Шелбівілі. Її тато був власником крекерної фабрики. Вона має голландські корені, на це вказує її прізвище. Луан переїхала у Спрингфілд для того, щоб здобути вищу освіту. Вона вчилася в одному університеті з Гомером Сімпсоном, скорше усього, на інженера (вона так казала Бартові). Приблизно у 23 роки вона познайомилася з її майбутнім чоловіком Кірком. Через рік вони одружилися і ще через рік народили сина, найкращого друга Барта — Мілгауса. Цікаво, що вона зналася з усіма найвідомішими (для глядача) жінками Спрингфілда — Мардж, Мод Фландерс, Хелен Лавджой, Кукі Куан та іншими, навіть їздила із ними у літній табір, де Мардж уперше зустрілася
з Гомером.
Для досить відомого у майбутніх серіях персонажу Луан з'явилася досить пізно, лише у третьому сезоні серіалу «Сімпсони», у 044 серії Гомера визначено. Спершу вона задумувалася лише на кілька епізодів у серіалі, згодом їй
присвоїли епізодичні ролі, а потім Луан перетворюється на цілком повноцінного персонажа — мами Мілгауса. Та навіть у цій серії
їй було відведено невелику роль, як одного з батьків Мілгауса. Згодом персонаж був розвинений.
По сюжету, у серії 8 сезону «Ван Гутени розбігаються» Луан і Кірк подають на розлучення, хоча цьому не сприяли їхні відносини у перших 7 сезонах. Хіба що типова невдачливість Кірка, запальність та депресивність у його діях і стали причиною конфліктів, що стали повторюватися з 5 сезону серіалу. Останньою краплею став вираз Кірка «Я розгубив свій авторитет, коли на тобі одружився». Луан дико образилася на нього і поїхала до своїх батьків у Нью-Йорк.Після розлучення, Луан вирішує, що має із кимось жити разом і закохується у молодого хлопця Піро. Звісно, це не подобається Кірку і він має неприємні відносини з нею, проте він знайомий із Піро, з яким теж не товаришує. Часом Піро і Луан мають проблеми та розходяться, і у Кірка були шанси
повернути собі Луан, і вони навіть зблизилися у 17 сезоні, проте Барт і Мілгаус (щоб не дозволити народженню сестри або брата Мілгауса) знову знайшли спосіб посварити їх (підклавши ліфчик Мардж у ліжко Кірка). Результати були позитивні для Мілгауса — його батьки знову розійшлися.
Луан дуже схожа на свого сина і чоловіка. Цю схожість пояснили тим, що вони усі голландці, а отже і мусять мати
однакові риси зовнішності. Як і її родичі, Луан має сині брови та синє волосся, що не є фарбованими. За допомогою брів вона виражає велику кількість почуттів, найбільше — незадоволеність діями своїх кавалерів — тоді Луан каже «Хмффф!» і відвертається, що дає відсилку до молодих дам 18-19 століття. Крім цього, Луан чудова домогосподиня і робітниця, проте не вказано, ким вона є.
Вона живе з сином Мілгаусом, який є її єдиним сином, пестить і потурає його усім примхам, що є часто об'єктом насмішок над
Мілгаусом, а також часто соромить Мілгауса при людях, розповідаючи про його погані соціальні навички, при чому, говорячи обговорюючи його численні проблеми прямо при ньому. Навіть більше, декілька разів вона приводила Мілгауса на різні ток-шоу, де розповідала про його сечостатеві системи, зокрема про його енурез і інші особисті проблеми. Луан є хорошою
жінкою і хорошою мамою, проте дуже часто «перестарається» і від цього страждає Мілгаус. Наприклад, вона одного разу наймає домашнього репетитора, який є дуже вимогливим і змушує Мілгауса займатися аж з 12 дня до 10 вечора, при чому
не дозволяючи йому робити перерву і дивитися шоу Чуха і Сверблячки та різні передачі клоуна Красті.
Вік Луан ван Гутен не є чітко визначеним.Мардж Сімпсон казала, що Луан молодша від неї на півтора року, а у 15 сезоні Луан
каже, що має 35 років. Її чоловік, Кірк ван Гутен, неодноразово заявляв, що його дружині 38 років, проте Луан виглядає
молодше 38-40 років, хоча Нед Фландерс теж здається мати 40 років, проте йому вже за 60. Тому, краще вірити самій Луанн.
Вікова різниця між Луан і Кірком приблизно 5 років, отже, якщо Кірку 40, то Луан має бути 35 років.
Луан не має консервативного стилю одягу, як більшість мешканців Спрингфілда і часто змінює одяг, який вона носить. Найбільше їй
подобаються вузькі рожеві штани та біла сорочка, або сині джинси та різноколірні светри. Саме Луан яскраво виглядає на фоні людей Спрингфілда, які нечасто змінюють одяг, ну і звісно вона так одягається, щоб сподобатися чоловікам. В одному з епізодів Луан зізнається, що їй дуже самотньо живеться без Кірка, проте повертати його вона не збирається.
Одним з «аналогів» по постійній зміні одягу Луан є ніхто інший, як Мо Сізлак, який постійно носить інший одяг не переслідуючи ніяких причин, проте часом Мо носить дорогі піджаки, щоб видатися багатим, але насправді таким не є.

## Мартін Принс
Мартін Принс-молодший — однокласник Барта Сімпсона, і інтелектуальний конкурент Ліси Сімпсон, якого озвучила Рассі Тейлор. Найулюбленіший об'єкт знущань Нельсона. Він чудово справляється з дресируванням тварин, це стереотипне зображення відмінника.
Мартін є сином старшого Мартіна і Марти. Він блискучий учень, це показується коли він вперше з'являється у другому епізоді. В Мартіна дуже високий IQ, який піднімається вище 216 пунктів. Іншими словами, він класичний відмінник, і об'єкт знущань шкільних хуліганів.
Через раболіпну поведінку перед дорослими, його ненавидять учні (одного разу він подав прохання про збільшення часу занять на 20 хвилин, які було прийнято), однак більшість жителів Спрингфілда підтримують хуліганів. Прикладом цього є, коли Крабапель задає твір про Першу світову війну, а Мартін просить, щоб він був машинописним і не менше 10 сторінок. Мартін зникає майже негайно, а Нельсон просить не турбуватися вчителя.

## Мерфі «Криваві Ясна»
Спрінґфілдський джаз-музикант. Уперше з'явився у 6 серії першого сезону «Moaning Lisa». Ліса зустріла його на мості, де він грав на саксофоні. Вони з Лісою швидко потоваришували. Ніколи не відвідував стоматолога і вважав, що основне правило — перед виступом не чистити зуби, звідки і виникло його прізвисько Криваві Ясна. Виступає в клубі «Джазова діра». У 22 серії 6 сезону «'Round Springfield» лежав у лікарні і згодом помер. Причину його смерті і чому він лежав у лікарні — не вказано.
Мав зведеного брата, лікаря яким, ймовірно, є доктор Гібберт — «лікар який постійно сміється».

## Містер Дзень-дзень
Цей персонаж дуже епізодичний, і про нього майже нічого не відомо. Судити про нього можна тільки з його зовнішнього вигляду. Його вік — приблизно 30 років, він широкоплечий і сильний чоловік. Він одягнений вкрай дивно, тому є підозра, що, можливо, він утік з психлікарні. Він носить дивний дзвін на голові, можливо, тому що він бідний і використовує його як капелюх. Або він і справді божевільний і вважає, що це — корона, і він король міста Спрингфілд. Є ще одна версія: він «неформал» або боїться отримати удар по голові та носить дзвін як шолом. Також породжує сумніви у ньому ще один елемент одягу: червона накидка на спині. Можливо, він так одягається, як матадор. Тут ще додається біла сорочка, великий пояс і резинові чоботи.
Вперше Дзень-дзень з'явився зі звуковою роллю у серії, де Гомер Сімпсон став далекобійником. Саме він врятував місто від звуку музичного дзвінка до дверей з піснею «Close to You» дуету The Carpenters, який купила Мардж Сімпсон. Він зупинив звуковий сигнал, вдаривши бичем по дзвінку. Колись він вигадав себе як героя, а потім і став виконувати роль Містера Дзень-Дзень. Щодо його психічного стану, то тоді він поводився досить адекватно і нормально розмовляв. Щодо коміксів він там часто з'являється як простий перехожий і не грає ніякої ролі у розвитку подій. Єдина сказана у коміксах ним фраза у коміксі «Доктор Красті» — коли в операційну несли Гомера, який переїв і за місяць його організм сильно «схуд». Гомеру тоді було настільки зле, що цей дивакуватий чоловік пропустив інших Сімпсонів, які несли Гомера, і сказав, що Гомер потребує негайного лікування. Ще цей чоловік з'являвся у чергах в ДМВ, супермаркетах і глядачем на стадіоні. Про його друзів і родичів у серіалі ніколи не повідомлялося.

## Радіоактивна людина
Радіоактивна Людина — вигаданий персонаж коміксів, і кумир Барта Сімпсона.
Клод Кейн був звичайним американцем, доки не заплутався до радіаційного дроту на ядерному полігоні. Але замість того, щоб вбити Кейна, радіація дала йому суперсилу, і він став супергероєм Радіоактивною людиною. Пізніше, перший випуск коміксу, який у 1952 році коштував 10 центів, Барт Сімпсон, Мілгаус ван Гутен і Мартін Принс купили його за 100 доларів. Але вони не могли поділити комікс. Він вислизнув з рук Мілгауса, і його знищила блискавка. Так легковажні хлопці хотіли поділити комікс, але залишилися ні з чим.

## Ренді Скуллі
Ренді Скуллі — персонаж, який з'явився лише в коміксі і лише один раз. Відомо, що у нього є власне шоу на FOX — «Нижче Ватерлінії». За словами Скуллі, серіал «про те, як хлопець з „Титаніку“ виховує малолітніх хуліганів». У Скулі — зіркова хвороба, за що його всі ненавидять. В Simpsons Comics він так не сподобався Бернсу, що Бернс катапультував його якнайдалі.

## Саркастичний чоловік
Саркастичний чоловік, або Рафаель є пародією на чоловіка-роботягу, який любить свою роботу, проте працює непрофесійно, є дуже некомпетентним і через це часто мусить шукати собі нову роботу. «Саркастичним» його називають через те, що на у нього на обличчі увесь час пасивна усмішка, і він любить пожартувати над деякими жителями міста Спрингфілд. Ззовні Рафаель зображений лисіючим чоловіком років 40-47, хоча він може бути значно старшим від Гомера Сімпсона (згідно з коміксами) і казав, що має понад 30 років досвіду різних робіт, тобто має приблизно 45-49 років. Рафаель також є завзятим курцем і закінчував курси анонімних алкоголіків. В одному епізоді він казав, що має дружину, проте далі це не згадувалося.
Рафаель нечасто з'являється у серіалі, і причин називати його ім'я просто не було. Тому його прізвисько стало «Розумний Мужик» або «Саркастичний мужчина». Однак у одному з епізодів 12 сезону виявилось, що Саркастичний чоловік є товаришем відомого злодія — 2 номера Боба. Саме Другий Номер Боб назвав його Рафаелем. Він часто сам себе називає саркастичним і дуже ненавидить продавця коміксів, бо той помітно обходить за сарказмом, часто вихваляється перед Рафаелем і дуже любить поїсти (Альбертсон не в міру товстий і замовляє їжу за викликом, а Рафаель часто влаштовується кур'єром і терпить насмішки Альбертсона).
Рафаель є класичним прообразом підстаркуватого робітника, якого усі вже давно знають. Оскільки роботу він виконує старанно, то зазвичай дуже злиться на людей, які йому заважають і, коли той намагається виправдатися — наводить свої докази, що він правий.
Зазвичай, Рафаель до усіх звертається на «ти», бо знає їх дуже давно і вони з ним знайомі. Його інші класичні фрази — «Гей, чувак» і «Гей, ти». До нього усі звертаються так само, проте він зовсім не ображається. Кожен у місті його знає, проте його не виганяють звідусіль, як його «колегу» Гіла Гандерсона. Цікаво, що Рафаель і Гіл Гандерсон є, фактично, братами по «нещастю», бо обидва часто є звільненими з чергової роботи, проте вони один одного взагалі не знають. На відміну від Гандерсона, Рафель не ставиться до своєї роботи з помітним недбальством. Навпаки, Рафаель працює досить добре і увесь час показує свою «зайнятість»: часто каже, що не має часу говорити з клієнтами, бо спішить виконати усю роботу за короткий проміжок часу. Рафаель є компетентним працівником і не має звички кривлятися або брехати, як Гіл Гандерсон. Ще одна коронна фраза Рафаеля — «Ех, люблю свою роботу». Цю фразу Рафаель каже невпопад і часто просто так, або коли бачить, що через невміння користуватися товарами належної (іноді не дуже) якості його покупці попадають у комічні ситуації, падають, калічаться, кричать тощо. Іноді Рафаель таки підсовує неякісні товари і, коли покупець помічає, що товар є підробленим, швидко тікає на своїй невеликій вантажівці. Ще одна коронна фраза Рафаеля «Усьо поняв» — показує його покладливість до покупців або людей, які його щось просять.
Рафаель працював і працює на багатьох різних роботах, проте жодного разу не було показано, як його звільняють, або погрожують звільнити, як часто буває із Гілом Гандерсоном. Можливо, це його хобі міняти роботи, або він працює одразу на 3-4 різних роботах, що показує його стомленість і іноді дратівливість. Проте його стиль життя яскраво вказує, що його таки звільняють, просто з невідомих причин і це не показується, бо нічого дивного з ним під час звільнення не відбувається.

### Перелік усіх робіт, на яких працює і працював Рафаель
Кур'єр — Рафель здебільшого з'являється саме на цій роботі і виглядає дуже зайнятим. Зазвичай, Рафаель їздить на фургоні і виконує різні замовлення, пов'язані з доставкою їжі на дім. Часто він буває гостем і у будинку сім'ї Сімпсонів. Рафаель працює у доставці їжі, щоразу на новій фірмі і роботі. Рафаель розвозить піцу, гарячі гамбургери, особисті замовлення, смажену картоплю фрі та інше. Крім їжі, Рафаель іноді розвозить на іншій вантажівці меблі, килими, різні рідини на спеціальному автонавантажувачі, оснащеному цистерною, де возить клей, молоко, патоку.
Продавець — Рафаель був продавцем у багатьох магазинах, зокрема продавцем зброї у серії «Заряджена сімейка» у 9 сезоні. На роботі продавцем він використовує іще одну улюблену фразу «Або береш, або на вихід», при тому показуючи пальцем на двері. Крім продавця їжі і зброї, Рафаель одного разу влаштувався працювати продавцем телевізорів, які були поганої якості і ніхто їх не хотів купляти. Рафаель також працював продавцем дитячого взуття, продавцем морозива і консультантом у різних універмагах.
Працівник обслуговування — на цих роботах Рафаель теж часто працює. Рафаель є інженером і добре розбирається у автомобілях, навіть зробив тюнінг для Гомерової машини у серії «Гомер Аферист». У багатьох епізодах він часто працює на звичайній бензозаправці працівником, де намагається працювати якнайкраще, проте так не завжди виходить. Рафаель також часом працює техніком у ЖКК і часто приходить ремонтувати кабелі, лампи, техніку. Одного разу Рафаель був сантехніком, працював будівельником і ремонтував дахи.
Водій — Рафаель працює часто водієм. Зокрема водієм різних типів вантажних машин — молоковозів, самоскидів, сміттєвозів. Рафаель є гарним водієм, однак через загально не дуже хороший характер іноді попадає в аварії. Як водій, він також працює кур'єром, де з ним теж часом відбуваються різні пригоди. Водієм Рафаель теж працює на різних фірмах, де возить найрізноманітніші товари і брухт. На початку серії, де Мардж відрубала пальця Гомерові, його можна побачити водієм.
Інші роботи — крім усіх робіт, вище згаданих, Рафаель також працював на зовсім інших роботах таких як бібліотекар, нічний сторож, охоронець, дегустатор, ріелтор (дуже часто), працівник у ресторані, офіціант і консультант у різних типах магазинів. Його найнижче «падіння» відбулось, коли він влаштувався двірником, а найбільший кар'єрний «злет» — коли Рафаель тимчасово був назначений помічником і консультантом Клоуна Красті.

### Коронні фрази
Рафаель славиться великою кількістю (як для інших більше відомих персонажів) виразів і фраз:
- «Ха-ха, люблю свою роботу!» — це він каже, коли бачить, що через нього хтось постраждав, у найпершому випадку, коли він казав цю фразу, жертвою став Мілгаус.
- «Гей, чувак!»
- «Гей, ти!»
- «Усьо поняв»
- «Або береш, або на вихід» — коли працює продавцем у магазині.

## Сем і Леррі
Сем і Леррі — двоє жалюгідних і бідних 40-45 річних невиліковних алкоголіка, подібно до Барні. Їх роль у серіалі дуже невелика, вони з'являються нечасто. Єдине місце, де їх можна знайти — Таверна Мо. Вони там теж перебувають увесь день, бо можливо бездомні. Вони завжди були безробітними людьми без майбутнього. Тепер їхня єдина втіха — пити пиво. Із серій можна побачити, що вони зазвичай сидять у кутку Таверни Мо і п'ють один кухоль вдень. За словами Мо — вони його давні клієнти, можливо, його однолітки та абсолютно себе не поважають. Окрім цього Сем і Леррі — професійні мародери.

## Скотт Крістіан
Скотту Крістіану 35 років. Він оператор на шостому каналі. Іноді він підміняє Кента Брокмена, якого щиро ненавидить за його зверхнє ставлення до майже усіх людей Спрингфілда. Скотт — гарний ведучий, але не може навіть провести статті без якоїсь гострої образи в сторону Кента. Найголовніший жарт над ним — те, що «у Кента до 36 років навіть дівчини не було». Також Скотт кепкує зі звички Кента їсти солодощі перед виступом у прямому ефірі та через його зайву вагу. Кент сприймає його жарти всерйоз і починає з ним лаятись у прямому ефірі. Скотта Крістіана можна рідко побачити ведучим новин. Він веде новини тоді, коли Кент у відпустці. Зазвичай Кент бере відпустку не більше ніж на тиждень, тому понад 3-4 днів поспіль Крістіан не працює.

## Третій Номер Мел
Мел (Мелвін) Ван Горн або Третій Номер Мел (англ. Sideshow Mel) — асистент у шоу Клоуна Красті, де відіграє другорядні ролі. Англійською мовою звучить як Sideshow, що означає — другорядний, не такий важливий, другий тощо. Іноді в українському перекладі його називають — другорядний Мел, або другий номер (останній варіант зустрічався у коміксах). Проте з часом назву змінили на третій номер Мел — оскільки з'явився інший персонаж — Другий Номер Боб, який увесь час без успіху намагався вбити Барта. Його прізвище — Ван Горн. Горн — у перекладі означає «ріжок», яким Мел і завоював серця прихильників.
Етнічні корені Мела чітко не визначені — за його зовнішністю (кістка у волоссі) і щось на зразок африканського вбрання замість штанів можна судити, що він прибув до США з Африки або є австралійським аборигеном. Проте виявляється, що це не так. Мел — стовідсотковий громадянин США. Певне африканське коріння він має, проте його предки поселилися у США ще 200 років тому. Усі діди та прадіди Мела були досить незвичними особистостями — вони так само носили кістки у волоссі бутафорні, несправжні), а прадід Мела був ковбоєм і був затятим дуелянтом. Дід Мела був мисливцем в Африці. Батьки Мела ще не дуже старі — їм обом по 55-65 років. Вони дуже хотіли, щоб Мел став зіркою на сцені. Хоча Мел — професійний гонщик — вони цього не здобрюють. Мел має зелене волосся і воно є його справжнім. Він носить у волоссі пластикову кіску і лише нещодавно розкрив таємницю, чому
він її носить. На одній з репетицій шоу Красті попросив у Мела вийняти кістку — виявилось, що Мел має дуже довге волосся, трохи коротше ніж Мардж Сімпсон. Тоді Мел зізнався, що він ніколи не стриг волосся. Через його волосся до нього усе життя чіплялись гарні дівчата. Мел робив що міг, але його нічого не рятувало аж поки він не зустрівся дорогою до Квікі-марту із Мардж і не розповів їй, що має проблеми. Мардж йому порадила намастити волосся клеєм, і раптом на нього накинувся пес Сімпсонів якого Мардж вигулювала. Пес вронив кістку, і Мел її вставив у волосся, і тому його зачіска стоїть.
Не зважаючи на те, що Мел лише асистент Красті, Мел досить обдарована й освічена людина. Мел закінчив інститут з мікробіології та вміє малювати абстрактний живопис. Крім того, Мел виходив у відкритий космос, забирався на гору Еверест і спускався на батискафі у Маріанську впадину. Проте клоунського досвіду Мел не мав. Проте знав що пиріг, який йому кидають в лице — не треба їсти (на відміну від Гомера Сімпсона).
Третій номер Мел — професійний перегонник. Він має особистий гоночний автомобіль під номером 02. За час виступів Мел отримав 40 нагород за перше місце. Щоправда, змагається Мел на міському рівні — на національний у нього не вистачає то грошей, то вміння. Сам Мел себе профі не вважає — лише любителем. Щоправда, з часом гонки почали даватись йому важко — у нього була дуже некваліфікована команда інженерів, на чолі зі Сквікі, студентом-невдахою, який ледве не вбив Мела прикрутивши у його машину замість іншої гальмової системи електрочайник і Мел ледве врятувався, проте зміг фінішувати першим. Окрім цього Мел має власну машину-кабріолет — швидкісну, але не спортивну. Саме через цю машину Мел почав увесь час сваритись із Джимбо Джонсом, шкільним хуліганом, якого Мел любить підколювати. Перемоги Мела чомусь взагалі не радували батьків Мела, який їх дуже шанував і тому він майже перестав займатися рейсінгом, а за порадою батька пішов працювати помічником Красті.
Як було зазначено вище, Мел найнявся помічником Клоуна Красті, бо його батько хотів, щоб Мел став зіркою. Його найперше випробовування було — розсмішити глядачів, коли у нього кинуть пиріг. З цим завданням він ледве впорався — його врятувала дудка, яку він приніс з собою на шоу. Відтоді Мел працює у студії Красті.
Крім того, що Мел відіграє другорядну роль у шоу Красті, в основному — Мел і є об'єктом знущань і випробовувань — саме Мелом, а не Красті вистрілюють з гармати, б'ють по голові кувалдою, кидають торти. Мел дуже мужньо тримається і не хоче «поставити Красті на місце» — боїться його, не зважаючи на те, що Красті майже вдвічі за нього старший (Красті 64 роки). Можливо через те, що Красті під час репетицій часто кричить, а тоді б'є бідолашного Мела. Лише одного разу Мел звільнився — і шоу Красті провалилося. Хоча Красті своє поводження з Мелом жорстоким не вважає — він його називає своїм найкращим «другом».
Мел — дуже неохоче розповідає про своє персональне життя — єдині точні дані, що йому 33 роки та він зовсім нещодавно одружився з дівчиною на ім'я Барбара. Його характерна риса характеру — романтичність і певна невпевненість перед розмовами з жінками. Його аналог по поведінці з серіалу Футурама — Кіф, який дуже любить Емі, але боїться їй про це сказати. Проте з часом Мел таки переборов страхи та нині мешкає у великому будинку разом із дружиною Барбарою.
Насправді ж, робота Мела не дуже високооплачувана, проте Мел має досить великий будинок своїх батьків, який сильно перероблений під «африканський» мотив — в основному, там усе зроблене у вигляді шалаша-бунгало, що наштовхує на думку, що Мел має усе-таки певне африканське коріння. У серіях дев'ятого сезону він разом зі своєю дружиною шукав собі інше житло та одного разу скористався послугами Мардж — яка їм продала квартиру, у яку був вбудований боулінг-клуб. Тому фінансове становище Мела досить спірне.

## Френк Граймс
Френк «Брудний» Граймс (англ. Frank "Grimey" Grimes) — вигаданий персонаж американського телесеріалу Сімпсони. Граймс — епізодичний персонаж серіалу, але його поява у серіалі стала відомою завдяки трагічному образові закоренілого невдахи, який загинув намагаючись довести світові дурість Гомера Сімпсона.
Батьки залишили Френка, коли йому було лише 4 роки. У 8 хлопець влаштувався працювати до свого дядька на пошту, де, за словами Кента Брокмана, розносив подарунки щасливим дітям. У 18 років Френк потрапив під вибух башти та до 20 пролежав у лікарні. Коли він вийшов, то поштою вступив до інституту ядерної фізики та провчився там 6 років. Йому цього не вистачило і він пішов ще в інші освітні курси та у 35 отримав диплом фізика. Френк потрапив на Спрингфілдську АЕС завдяки тому, що Монтгомері Бернс побачив його по телевізору. Він отримав роботу інспектора з графіків, планів і розрахунків витрат палива.
Френк Граймс — новий працівник на Спрінгфілдській АЕС, якого називали не за прізвищем, а «новеньким». Він показав себе як сумлінний і дуже старанний працівник. Найбільше йому не подобався Гомер, який, як відомо, ходить на роботу, щоб поспати та поїсти пончиків. Граймса бісило те, що нероба Гомер має великий затишний будинок, гарну родину і високу зарплатню, тоді як сам Френк вимушений був винаймати маленьку квартиру.
Одного разу Граймс врятував Гомера від смерті, коли той мало не випив кислоту. Вибивши з руки Гомера пробірку, Граймс зруйнував стінку. Бернс вирішив не звільняти Граймса, а зменшити його зарплатню. Це ще більше розізлило Граймса.
Щоб показати, що Гомер дурніший за «шестирічну дитину», Граймс запропонував Гомерові взяти участь у дитячому конкурсі «Збудуй власну АЕС». За рішенням комісії, проєкт Сімпсона переміг. Викрикнувши, що працівники АЕС збожеволіли, він почав демонстративно порушувати правила безпеки, як це робив Гомер. Коли Граймс схопив руками високовольтні дроти, його вдарило струмом і він загинув.
На похорон Френка зійшлись усі працівники АЕС, та Гомер одразу заснув й уві сні просив Мардж перемкнути канал. Це усіх дуже розсмішило і похорон закінчився.
Це була єдина поява Френка Граймса, хоча його могила ще декілька разів потрапляла в кадр. У Френка Граймса залишився син Френк-молодший, який пообіцяв помститися Гомерові за смерть тата.

## Чоловік, що завжди каже «так»
Чоловік, що завжди каже «так» (англ. Yes Guy) — персонаж, відомий своїм коронним викриком «Так!» а також своїм ексцентричним голосом і зовнішністю. У епізоді Mayored to the Mob — першому, у якому він з'явився — на питання Гомера, чому він так розмовляє, Мужик, що завжди каже «так», відповів: «Тому що я переніс інсууульт!»
Він з'являється у серіалі декілька разів і має різні професії: офіціанта, працівника Costington's, охоронця в кімнаті страти і продавця морозива. В епізоді Мардж проти самотніх, старих, бездітних пар, тінейджерів та голубих Гомер згадав його як «Козла, який верещить „Тааак!“».
Цей персонаж — данина Френку Нельсону, який періодично з'являється в шоу The Jack Benny Show і пізніше в Сенфорд та Син. Його коронним привітом було галасливе, тягнуче «Тааак!».

## Шеррі і Террі
Шеррі і Террі — другорядні персонажі мультсеріалу «Сімпсони». Близнючки і усе роблять разом. Вони довгий час захоплювались Бартом, але у майбутньому вони обидві одружаться з Нельсоном і у них двох народяться діти, дуже схожі на батька.